# Хабэйяха
Хабэйяха  (также Хабей-Яха, Хабейяха) — река в России, протекает по Ямало-Ненецкому АО. Длина реки составляет 151 км. Площадь водосборного бассейна — 1230 км². 
Река вытекает из небольшого безымянного озера в урочище Хабэхасрё в северной части полуострова Ямал на высоте 38 м над уровнем моря. В верховьях течёт в южном направлении; затем, после впадения Падвыяхи круто поворачивает на северо-восток. Течёт по тундровой местности. Активно меандрирует. В бассейне находится большое число некрупных озёр. Русло участками заболочено. Берега часто обрывистые. Впадает несколькими рукавами с запада в Обскую губу на северо-западной оконечности полуострова Ямал в 45 км к юго-востоку от устья реки Халяяхи. Перед устьем ширина реки составляет 76 м, а глубина — 2,3 м. Скорость течения в низовьях — 0,3 м/с, перед устьем река испытывает приливо-отливные течения.
Основные притоки — Падвыяха, Салабадаяха, Сармикъяха, Нганорахаяха, Надояха, Ёндортаяха и Нядаяха.

## Данные водного реестра
По данным государственного водного реестра России относится к Нижнеобскому бассейновому округу, водохозяйственный участок — реки западного участка бассейна Обской губы, речной подбассейн реки — Обь ниже впадения Северной Сосьвы. Речной бассейн реки — (Нижняя) Обь от впадения Иртыша.
Код объекта в государственном водном реестре — 15020300312115300042788.